# Can Font Rosada
Can Font Rosada és una masia d'Esparreguera (Baix Llobregat) inclosa en l'Inventari del Patrimoni Arquitectònic de Catalunya.

## Descripció
És una masia orientada al sol naixent, de planta quadrada i estructurada en planta baixa, dos pisos i golfes. A la part posterior hi té dos cossos semicirculars adossats que tenen diverses dependències a la part inferior, entre les quals destaca una capella amb una porta de caràcter romànic. El conjunt està cobert a quatre aigües rematada amb un ràfec amb canal fet de teula àrab i una claraboia al mig. Totes les façanes tenen moltes obertures, disposades de forma regular i ordenada. Està feta amb maçoneria, arrebossat i pintat de rosat el fons i blanc els ornaments (marcs d'obertures, sanefes d'esgrafiats florals que separen nivells o també al remat de la façana). Els cossos semicirculars presenten una balustrada amb arcs trilobulats i arcuacions cegues combinades amb esgrafiats. Al costat d'una porta lateral hi ha un pedrís. L'interior del cos principal queda distribuït de forma simètrica entorn d'un espai que coincideix amb la claraboia.

## Història
L'origen d'aquesta casa es remunta al matrimoni d'Antoni Font i la filla de Can Castells, família d'Esparreguera, anomenada Rosa.
Aquesta masia comptava amb la primera impremta que tingué el municipi.